# Сера Мичели (Козенца)
Сера Мичели је насеље у Италији у округу Козенца, региону Калабрија.
Према процени из 2011. у насељу је живело 592 становника. Насеље се налази на надморској висини од 480 м.